# Pleasant Hill, Tennessee
Pleasant Hill är en ort i Cumberland County i delstaten Tennessee, USA.